# Neoheteromastus glabrus
Neoheteromastus glabrus är en ringmaskart som först beskrevs av Hartman 1960.  Neoheteromastus glabrus ingår i släktet Neoheteromastus och familjen Capitellidae. Inga underarter finns listade i Catalogue of Life.